# Employé aux aiguillages et aux écluses
 (mars 2023).
Si vous disposez d'ouvrages ou d'articles de référence ou si vous connaissez des sites web de qualité traitant du thème abordé ici, merci de compléter l'article en donnant les références utiles à sa vérifiabilité et en les liant à la section « Notes et références ».
L'agent de manœuvres ou employé aux aiguillages et aux écluses est un métier dans le domaine des chemins de fer consistant à former les trains dans le cadre du transport de marchandises ou de voyageurs. 

## Conditions générales d'exercice de cette profession
L'emploi s'exerce le plus souvent sur les voies ferrées ou sur les quais, quelles que soient les conditions météorologiques. L'activité peut parfois s'effectuer en infrastructures souterraines. Les horaires de travail sont en général irréguliers et peuvent comporter des prestations le dimanche et les jours fériés. Le travail d'équipe est de mise. Les manœuvres d'accrochage et de décrochage des wagons demandent une certaine force physique. L'utilisation des outils informatiques est de plus en plus courante.
Le développement du TGV, la généralisation des rames automotrices insécables pour les TER, le déclin du fret avec la quasi-disparition du transport de wagon isolé, ont considérablement diminué les opérations de manœuvres de formation des trains.

## Formation
Un diplôme de formation générale suffit généralement pour accéder à la profession. Avant la sélection définitive, le candidat doit se soumettre à des tests psychotechniques et de culture générale ainsi qu'à un examen médical. Une formation théorique et pratique est dispensée par la société de transports.